# Natalspötter
Der Natalspötter (Iduna natalensis, Syn.: Chloropeta natalensis), auch Schnäpperrohrsänger genannt, ist ein Singvogel aus der Gattung Iduna innerhalb der Familie der Rohrsängerartigen (Acrocephalidae). Er ist ein Standvogel in Teilen Subsahara-Afrikas.
Das Artepitheton und der deutsche Name leiten sich von Port Natal ab, dem früheren Namen der südafrikanischen Großstadt Durban.

## Beschreibung

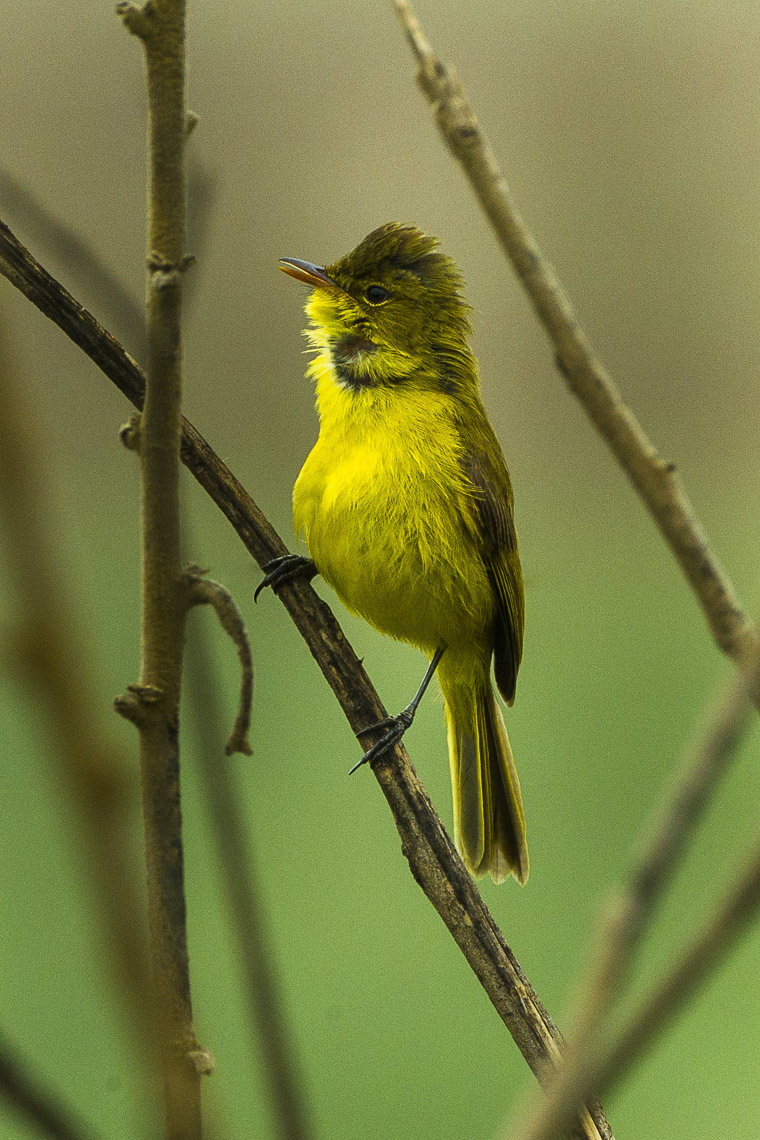
Natalspötter der Nominatform in Südafrika

### Aussehen
Mit einer Größe von 14 cm und einem Gewicht von 9–13 g ist der Natalspötter ein mittelgroßer Spötter, der oberseits olivbraun und unterseits gelb gefärbt ist und einen sehr breiten, aber durchschnittlich langen sowie an den Seiten konvexen Schnabel aufweist, der oben schwarz und unten rosa, fleisch- oder hornfarben ist.
Die Nominatform (I. n. natalensis) hat einen dunkelolivbraunen Oberkopf, einen gelben, gut markierten, aber schmalen Überaugenstreif, der von der Schnabelbasis bis zu den Ohrdecken reicht, und einen gelben Augenring, der ebenfalls deutlich, aber dünn ist; die Iris ist mittel- bis dunkelbraun. Die Zügel sind dunkelolivbraun und bilden vor dem Auge ein Dreieck, das unter dem Auge mit den olivbraunen, mit gelben Flecken versehenen Wangen und Ohrdecken verbunden ist. Vom Nacken über Mantel und Schultern bis zu den Oberschwanzdecken ist er gelblich-olivbraun gefärbt; die schwächste Färbung wird dabei am Rumpf erreicht. Der abgerundete Schwanz ist von schwärzlich-brauner Farbe, wobei dessen Federn schmale, olivgelbe Ränder aufweisen. Kinn, Kehle und untere Nackenseiten sind gelb gefärbt. Die restliche Unterseite ist blassgelb mit einem dunkel-olivfarbenen Anflug auf Brustseiten und Flanken. Die Farbe der Flügeldecken geht von gelblich-olivgrün zu schwärzlich-braun mit deutlichen gelb-olivgrünen Federrändern über. Dabei sind insbesondere die Großen Handdecken und die Alula von schwärzlicher Farbe und haben gelblich-olivgrüne Ränder. Am Handwurzelrand der Flügel und auf den Unterschwanzdecken ist eine hellgelbe Färbung zu erkennen. Die Füße sind dunkel-graubraun, dunkelgrau oder schwärzlich.
Jungvögel haben eine bräunlichere Färbung des Oberkopfs und der Kopfseiten, einen mehr ockerfarbenen Überaugenstreif und Augenring. Die Oberseite ist von hell-zimtbrauner Farbe; die Unterseite ist satt gelb-ockerfarben bis gelbbraun, wobei der Bauch etwas blasser ist. Zuletzt sind auch die Ränder der Schwanzfedern, Oberschwanzdecken und Flugfedern ockerfarbener oder gelbbräunlicher.
Vögel der Unterart I. n. massaica haben einen schwarzen Oberkopf, wodurch dessen Kontrast zur restlichen Oberseite verstärkt wird, und eine intensiver gelbe Unterseite. Die etwas größere Unterart I. n. major hat hingegen einen gelblich-olivbraunen Oberkopf, der dieselbe Farbe wie der Mantel hat. Außerdem ist sie oberseits etwas blasser, hat bräunlichere Flügel- und Schwanzfedern mit gelberen Rändern und weniger olivfarbene Brustseiten. Bei der kleinsten Unterart I. n. batesi fällt der dunkelbraune Oberkopf und die dunklere olivbraune Oberseite auf, wodurch nahezu kein Kontrast zwischen Kopf und Mantel zu erkennen ist.

### Artabgrenzung
Vom Bergspötter kann man ihn durch die mehr olivbraune als grüne Oberseite, den dunklen Oberkopf, der außer bei I. n. major einen deutlichen Kontrast zum Rest des Körpers bildet, und die schwarzen Flügelfedern mit deutlichen gelben Rändern unterscheiden. Weitere ähnliche Singvögel sind meist in anderen Habitaten anzutreffen und auch sonst anhand verschiedener Gefiedermerkmale zu erkennen.

### Stimme
Der abwechslungsreiche Gesang beginnt mit einigen schlagenden Tönen und wird mit eiligen, vibrierenden Trillern oder einem nasalen „weeez“ fortgesetzt. Er wird ganzjährig vorgetragen, häufig von einem freien Ansitz aus.

## Verbreitung und Wanderungen

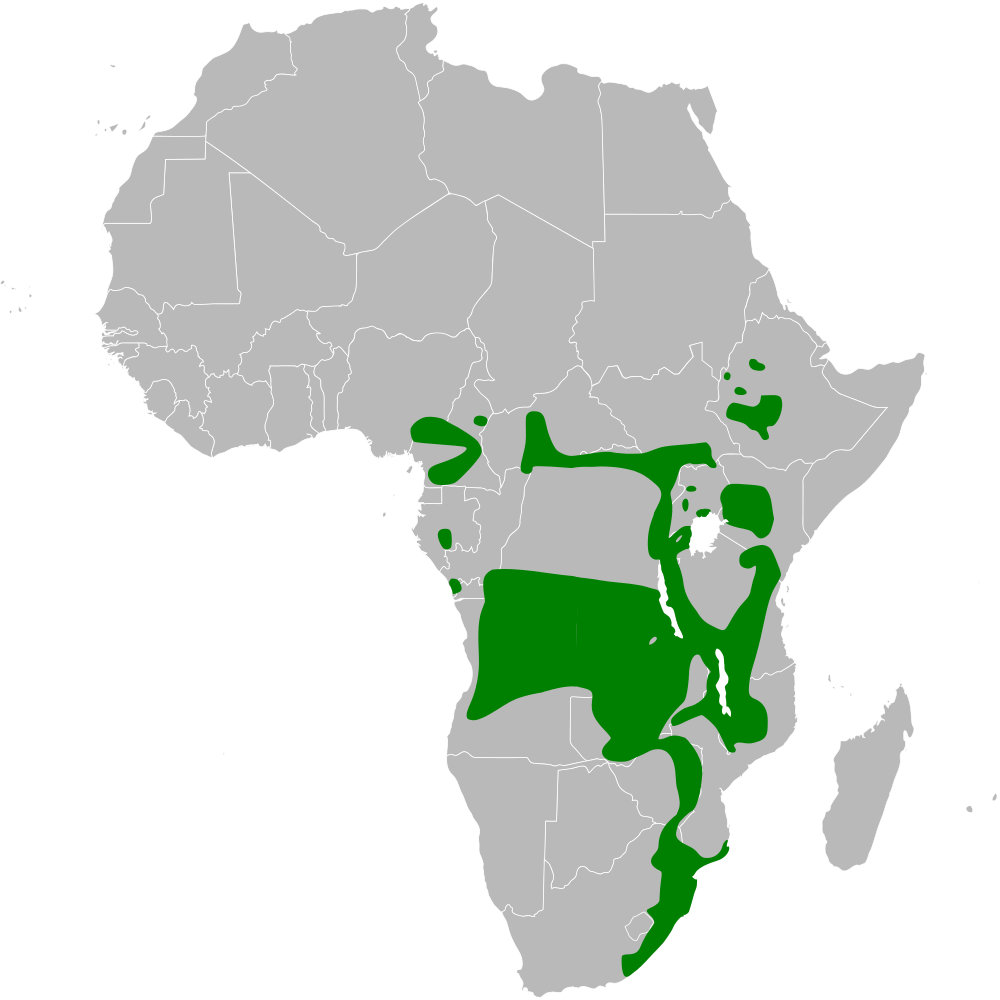
Verbreitung des Natalspötters:
ganzjähriges Vorkommen

Der Natalspötter hat ein sehr großes, aber zerstückeltes Verbreitungsgebiet in Subsahara-Afrika. Es erstreckt sich in Ostafrika von Äthiopien bis Simbabwe und dem östlichen Südafrika sowie in Zentralafrika nördlich und südlich des kongolesischen Regenwaldgürtels. Er ist in niedrigen bis mittleren Höhenlagen seines Brutareals lokal häufig. Die Art ist grundsätzlich ein Standvogel, manche Populationen in KwaZulu-Natal und Simbabwe migrieren ab Mai jedoch kurze Strecken in niedrigere Höhenlagen, um dort zu überwintern.

## Lebensraum
Der Natalspötter bewohnt aufgelockertes Gestrüpp, häufig entlang von Bach- oder Flussläufen und Rinnsalen. Häufig ist er an Waldrändern oder in Waldgebieten rund um Vleis, Stauseen und Röhricht anzutreffen.

## Ernährung
Die Nahrungssuche des Natalspötters erfolgt vorwiegend bodennah in dichtem Gestrüpp und Gras, wo er schwer zu entdecken sein kann und bei Gefahr ins Unterholz flüchtet. Dabei pflückt er laubsängerähnlich Wirbellose wie z. B. Raupen von Zweigen und Blättern oder erbeutet geflügelte Termiten oder andere Beutetiere mit kurzen Flügen von einem Ansitz aus.

## Fortpflanzung

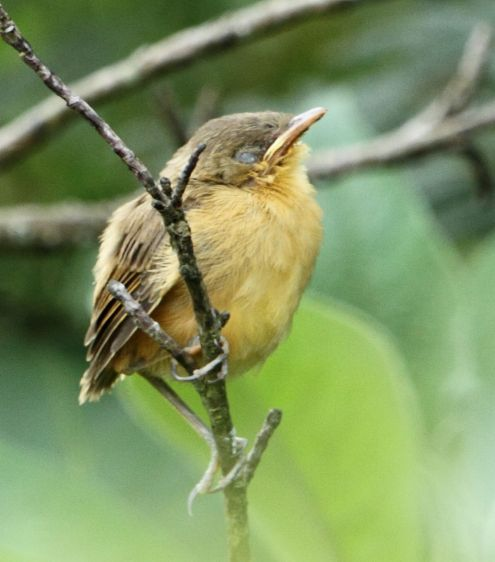
Jungvogel in KwaZulu-Natal, Südafrika

Der Natalspötter ist ein monogamer, einzelgängerischer und territorialer Vogel, der sein Revier mit Gesang und Aufstellen der Haube verteidigt. Das becherförmige, recht tiefe Nest wird in einer Astgabel oder zwischen senkrecht aufragenden Halmen, z. B. von Afrikanischem Löwenohr (Leonotis leonurus), Weidenröschen (Epilobium) oder Berufkräutern (Conyza), in einer Höhe von meist mindestens einem Meter errichtet und besteht aus Gräsern, dünnen Wurzeln. Die zwei bis drei Eier werden südlich des Äquators zwischen Oktober und Februar, nördlich dessen zwischen April und Juli gelegt und etwa zwölf Tage lang vom Weibchen ausgebrütet. Die Jungen verlassen das Nest nach 14 bis 16 Tagen und werden ungefähr einen Monat später selbstständig; in dieser Zeit werden sie von beiden Elternteilen, hauptsächlich aber vom Weibchen gefüttert.

## Systematik und Taxonomie
Die Art wurde von Andrew Smith im Jahr 1847 als Chloropeta natalensis erstbeschrieben. Sie wurde damit zu den Monarchen (Monarchidae) gestellt; durch ihr Verhalten insbesondere bei der Nahrungssuche und ihre Rufe wurde allerdings eine Verwandtschaft zu den Rohrsängern (Acrocephalus) oder Spöttern (Hippolais) vermutet. Im Jahr 2009 wurde die Art aufgrund von genetischen Analysen von Fregin et al. zusammen mit dem ebenfalls afrotropisch verbreiteten Bergspötter und vier ehemaligen Hippolais-Arten in die Gattung Iduna transferiert.
Es werden derzeit vier Unterarten anerkannt, zu ihrer Unterscheidung siehe Abschnitt Aussehen:
- I. n. batesi (Sharpe, 1905) – Nigeria bis Südwest-Sudan und nordwestliche Demokratische Republik Kongo
- I. n. massaica (Fischer, GA & Reichenow, 1884) – Südost-Sudan und Westäthiopien bis Nordtansania
- I. n. major (Hartert, EJO, 1904) – Gabun bis Angola und Nordsambia
- I. n. natalensis (Smith, A, 1847) – Südtansania bis Südafrika

## Gefährdungssituation
Die Art wird wegen des sehr großen Verbreitungsgebietes von etwa 11.100.000 km² und der stabilen Bestände in der Roten Liste der IUCN als nicht gefährdet (Least Concern) eingestuft.